# Horemheb (háznagy)
Horemheb (ḥr m ḥb, „Hórusz az ünnepen”) ókori egyiptomi hivatalnok a XIX. dinasztia idején, háznagy és talán az uralkodó halotti templomának egyik vezető tisztviselője II. Ramszesz uralkodása alatt. Elsősorban halotti kápolnájának kőtömbjeiről ismert.

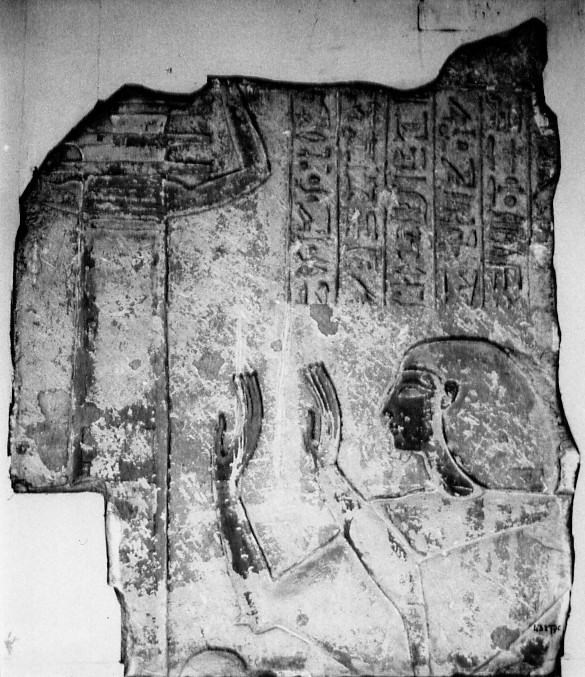
Horemheb a dzsed-oszlop előtt

Személyéről keveset tudni. Háznagyi címe mellett viselte a „legyezőhordozó a király jobbján” és a „királyi írnok” címeket is, egy további címe csak töredékesen maradt fenn: „… Uszermaatré-Szetepenré házában, Ámon templomában”. Az Uszermaatré Szetepenré II. Ramszesz uralkodói neve; „Uszermaatré-Szetepenré háza” az uralkodó halotti templomát, a Ramesszeumot jelentheti, ahol Horemheb fontos pozíciót tölthetett be, de az is lehet, hogy a fáraó egy másik templomáról van szó.

## Sírja
Horemheb sírja Szakkarában készült, de mindeddig nem találták meg. A 20. század elején, az Apa Jeremiás-kolostor feltárásakor számos, fáraókori sírokból származó kőtömb került elő, melyeket beépítettek a kolostorba; ezek közül kerültek elő a Horemheb sírjából származó kövek is. Több reliefes jelenet is összeállítható, ezek Horemhebet különféle istenekkel ábrázolják, több jelenetben ő, és felesége, Tij Ozirisz előtt, egyszer pedig Ptah előtt állnak. Az egyik reliefen Horemheb egy dzsed-oszlop előtt imádkozik.

## Fordítás
- Ez a szócikk részben vagy egészben  a   Haremhab (Ramses II) című német Wikipédia-szócikk ezen változatának fordításán alapul.  Az eredeti cikk szerkesztőit annak laptörténete sorolja fel. Ez a jelzés csupán a megfogalmazás eredetét és a szerzői jogokat jelzi, nem szolgál a cikkben szereplő információk forrásmegjelöléseként.